# متی ساسر
متی ساسر (انگلیسی: Mattie Sasser؛ زادهٔ ۲۵ دسامبر ۱۹۹۶) وزنه‌بردار اهل جزایر مارشال-ایالات متحده آمریکا است که در بازی‌های پاسیفیک، بازی‌های آسیایی داخل سالن و هنرهای رزمی و بازی‌های پان امریکن در مجموع برندهٔ ۱ مدال طلا، ۲ مدال نقره، ۱ مدال برنز شده‌است.